# Graça Machel
Pour les articles homonymes, voir Machel.
Graça Simbine, plus connue sous le nom de Graça Machel, est une personnalité politique mozambicaine, née le 17 octobre 1945 à Incadine dans le district de Manjacaze.
Elle étudie à l'université de Lisbonne avant de rejoindre le Front de libération du Mozambique. Directrice adjointe dans une école du Frelimo en Tanzanie, elle épouse Samora Machel, qui devient le premier président de la république populaire du Mozambique en 1975. Graça Machel est ministre de la culture et de l'éducation du nouveau régime jusqu'en 1989. Après la mort de son mari, elle se consacre à des causes humanitaires et se fait l'avocate des droits des femmes et des enfants. En 1998, elle épouse en secondes noces le président de la république d'Afrique du Sud, Nelson Mandela, dont elle partage la vie jusqu'à sa mort en 2013. Elle est ainsi la seule femme au monde à avoir été la Première dame de deux pays différents.

## Biographie

### Jeunesse et formation
Graça Simbine naît dans une famille de paysans du district de Manjacaze au Mozambique portugais. Elle est scolarisée dans des écoles administrées par des missionnaires méthodistes, bénéficie d'une bourse d'études et intègre un lycée de Maputo. Elle est la seule élève noire de sa classe et commence à s'interroger sur la situation coloniale que traverse son pays,. Elle étudie à l'université de Lisbonne, ce qui lui permet d'entrer en contact avec d'autres étudiants africains lusophones partageant les mêmes préoccupations politiques,.

### Guerre d'indépendance du Mozambique
En 1972, Graça Simbine retourne en Afrique. Elle s'engage aux côtés du Front de libération du Mozambique (Frelimo), qui mène la guerre d'indépendance, et dont le siège est en Tanzanie. Elle suit une formation au maniement des armes dans un camp d'entraînement. Employée comme « courrier », elle fait la connaissance de Samora Machel, qui dirige le mouvement dans la province de Cabo Delgado. Durant deux ans, elle est directrice adjointe dans une école du Frelimo située en Tanzanie. Le Mozambique accède à l'indépendance en 1975, Samora Machel devient le premier président de la république populaire du Mozambique et le couple se marie la même année,.

### Ministre de la Culture et de l'Éducation

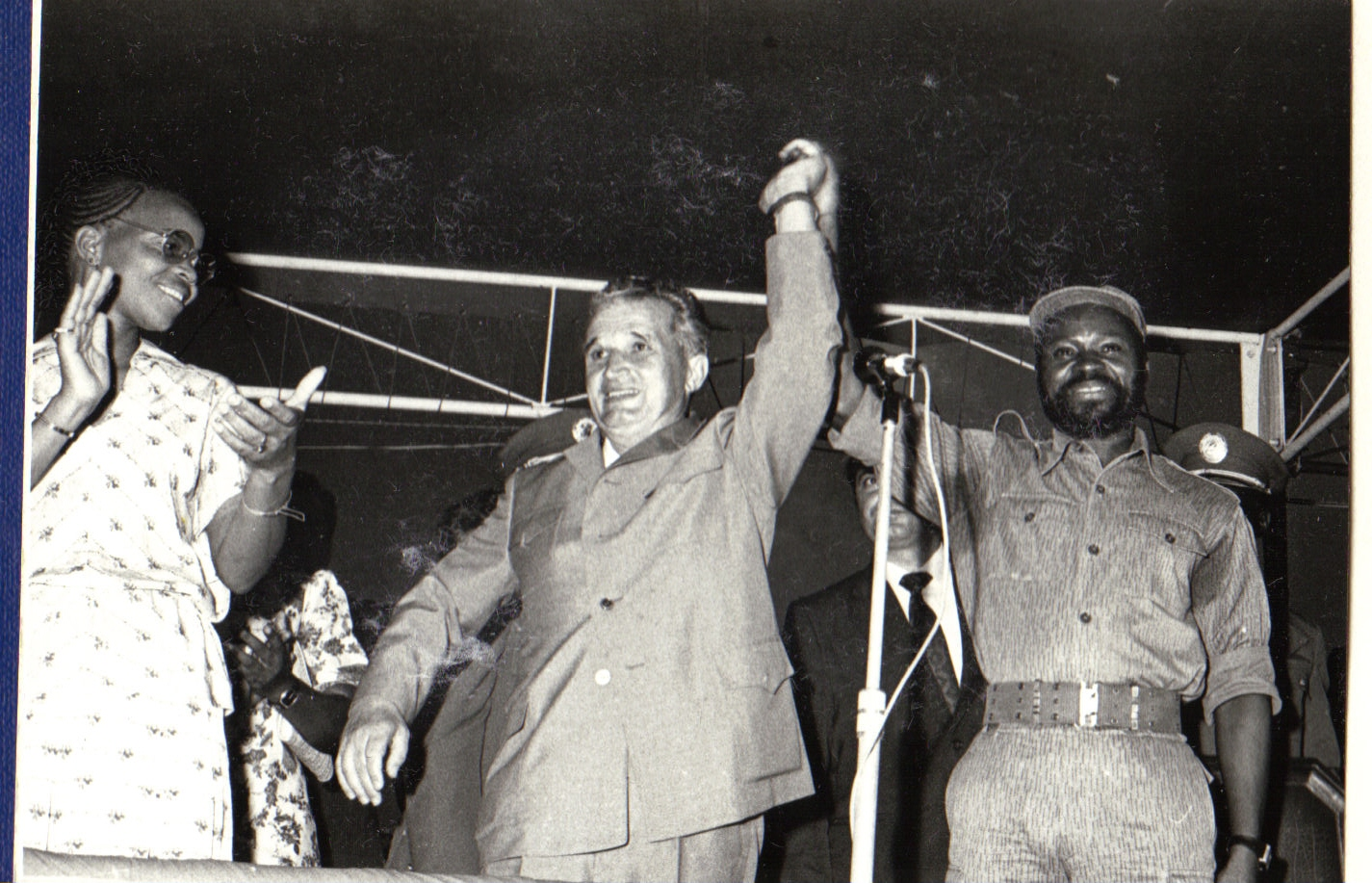
Graça et Samora Machel avec le dirigeant roumain Nicolae Ceauşescu (1979).

Graça Machel occupe le poste de ministre de la Culture et de l'Éducation entre 1975 et 1989, elle est la seule femme du gouvernement et la première femme à accéder à un poste ministériel dans l'histoire du pays. Durant son mandat, elle remplace les programmes scolaires datant de l'époque coloniale et met en place des cours du soir pour adultes. Son action contribue à l'augmentation du taux d'alphabétisation et du nombre d'enfants scolarisés,. Lorsqu'elle arrive au ministère de l'Éducation en 1975, la proportion d'enfants en âge d'être scolarisés inscrits dans les écoles primaires et secondaires du pays est d'environ 40 %. Dix ans plus tard, en 1985, celle-ci est d'environ 90 % pour les garçons et 75 % pour les filles. Elle prévoit de consacrer un plan décennal à la formation des enseignants, mais le pays est déstabilisé par la guerre civile menée par la Résistance nationale du Mozambique (Renamo), mouvement armé soutenu par le régime sud-africain de l'époque. Son mari meurt dans un accident aérien survenu le 19 octobre 1986. Graça Machel soutient que les services secrets sud-africains sont responsables de l'écrasement,. Elle abandonne la vie publique après avoir présenté sa démission au nouveau président en 1989.

### Engagements humanitaires
En 1994, Graça Machel fonde un organisme subventionnaire, la Fondation mozambicaine du développement de la communauté (Fundaçäo para o Desenvolvimento da Comunidad, ou FDC),.
En 1996, elle rédige un rapport pour l'UNESCO, traitant de l'impact des conflits armés sur les enfants,. La même année, elle renonce à se porter candidate au secrétariat général de l'ONU, décriant le manque de volonté politique de l'organisation internationale.
Elle est membre des Global Elders, une organisation non gouvernementale composée d'anciens dirigeants rassemblés en 2007 par Nelson Mandela afin de contribuer à résoudre les problèmes les plus importants de la planète. Machel s'investit notamment dans la lutte contre le mariage des enfants,. 
Elle travaille avec des associations contre le sida et la pauvreté. Elle est également membre de l’Africa Progress Panel, une fondation basée à Genève et présidée par Kofi Annan (1938-2018) de 2008 à sa mort en 2018.

## Vie privée

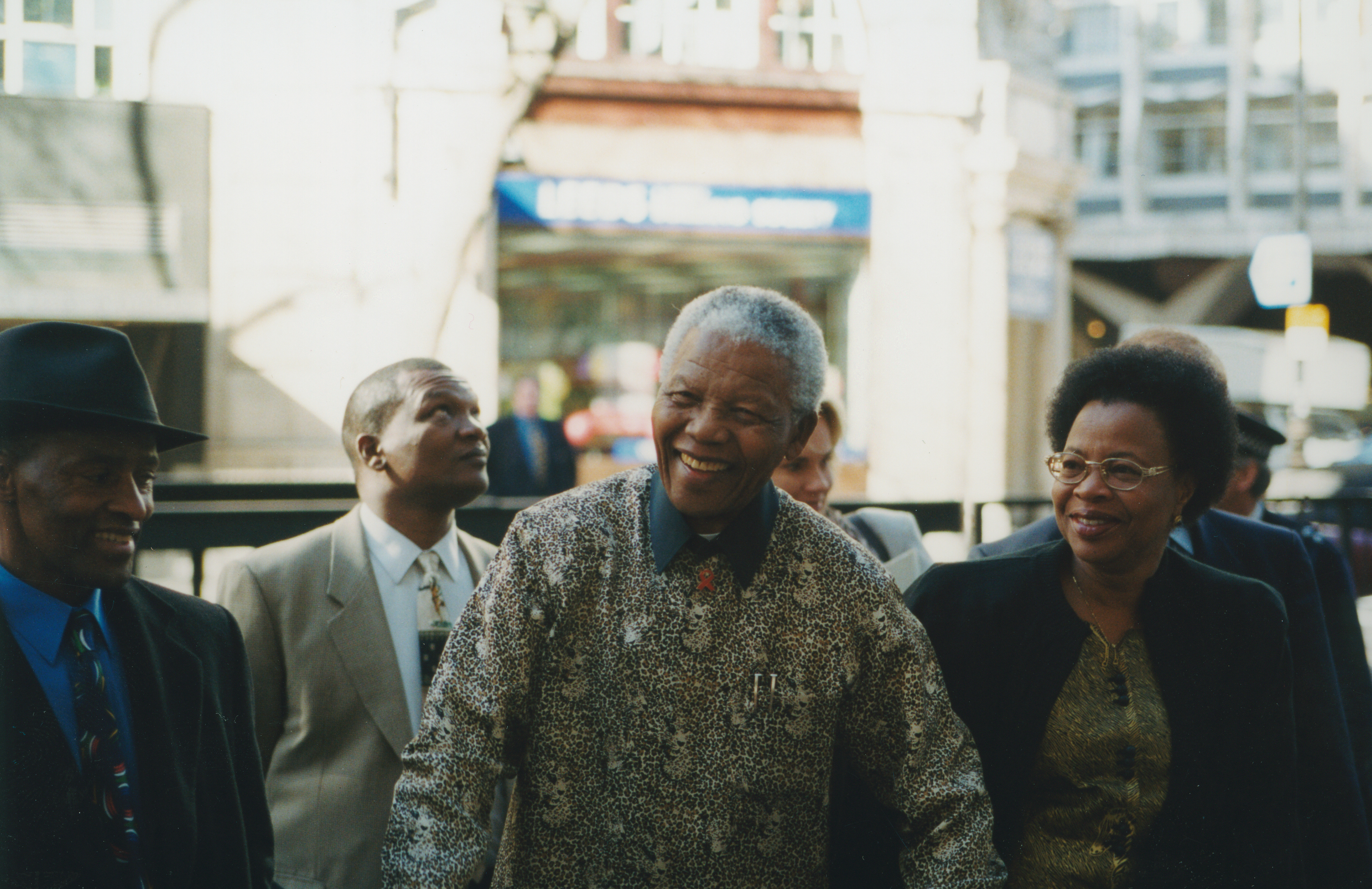
Graça Machel en compagnie de Nelson Mandela en 2000.

Graça Machel est diplômée en droit et parle sept langues (outre sa langue maternelle le tsonga, elle maîtrise parfaitement le portugais, l'anglais, le français, l'allemand, l'espagnol et l'italien). Elle a tenu le rôle de Première dame dans deux pays africains différents, mais est considérée comme une femme indépendante, qui ne vit pas dans l'ombre des hommes d'État dont elle a été la compagne,. Elle détient des parts dans une société d'investissement établie au Mozambique.
Elle a deux enfants avec son premier mari, Samora Machel. La famille comprend les cinq autres enfants du président mozambicain, nés durant les années 1960. Après sa mort, elle porte le deuil durant cinq ans,.
Graça Machel fait la connaissance de Nelson Mandela en 1990, peu après sa libération. Ils entretiennent des rapports amicaux. En 1993, après la mort d'Oliver Tambo, Mandela reprend le rôle de parrain des enfants de Machel jusqu'ici assumé par le président du Congrès national africain (ANC),. Mandela et sa seconde épouse Winnie se séparent en 1992, puis vivent un divorce très médiatisé en 1996. Peu après, Machel et Mandela apparaissent ensemble publiquement. En raison de leurs occupations respectives, ils ne partagent pas le même toit, mais le bureau de la présidence officialise leur relation. En juillet 1998, elle se remarie avec le leader sud-africain, qui exerce la fonction de président du pays depuis 1994,.
Graça Machel, qui choisit de continuer à utiliser en guise de nom d'usage celui de son premier mari, en hommage à celui-ci, n'est pas immédiatement « adoptée » par les Sud-Africains, en raison de sa nationalité mozambicaine et de l'attachement de la population au couple formé par Nelson et Winnie Mandela, devenu emblématique de la lutte contre l'apartheid,. Selon Desmond Tutu, elle a tenté de resserrer les liens au sein de la famille, tiraillée par des querelles dont la presse s'est fait l’écho. Durant les derniers mois de la vie de Mandela, Graça Machel est louée pour son attitude discrète et son tact,.
Le couple s'est marié sous le régime de la communauté de biens et, dans son testament, le président lègue à sa troisième épouse plusieurs propriétés, ainsi que des biens acquis après leur mariage. En échange, Graça Machel renonce à la moitié du patrimoine, estimé à plus de trois millions d'euros, auquel elle a droit. En juin 2014, après la période de deuil officiel, elle accorde ses premiers entretiens à la presse depuis la mort de Mandela et exprime sa gratitude pour le soutien qu'elle a reçu.

## Récompenses et distinctions
Le Haut Commissariat des Nations unies pour les réfugiés (HCR) lui décerne la médaille Nansen en 1995 pour son action humanitaire en faveur des enfants réfugiés.
Mandela et Machel sont récompensés en 2009 par la Fondation du Prix des enfants du monde pour le droit de l'enfant, qui les nomme « héros des droits de l'enfant de la décennie ».